# Gaoming He
Gaoming He (kinesiska: 高明河) är ett vattendrag i Kina. Det ligger i provinsen Guangdong, i den södra delen av landet, omkring 46 kilometer sydväst om provinshuvudstaden Guangzhou.
Genomsnittlig årsnederbörd är 2 224 millimeter. Den regnigaste månaden är maj, med i genomsnitt 369 mm nederbörd, och den torraste är januari, med 27 mm nederbörd.